# Antoni Malet
Pour les articles homonymes, voir Malet.
Antoni Malet Tomas (né le 23 février 1950) est un historien des mathématiques catalan.

## Formation et carrière
Malet a obtenu son doctorat de l'université de Princeton sous la direction de Charles Gillispie en 1989 (Studies on James Gregory (1638–1675)). 
Il a été chercheur invité à l'université de Toronto (2000/2001), à l'université de Princeton, à l'université Cornell (1998), à l'université de Californie à San Diego (1993/94) et à la REHSEIS Research Alliance for the History of Science du CNRS à Paris et comme Marie Curie Fellow à l'Institut Max-Planck d'histoire des sciences (à partir de 2013). Il est professeur d'histoire des sciences à l'université Pompeu Fabra (UPF) à Barcelone. 

## Travaux
Ses recherches portent sur les mathématiques et l'optique au début de la période moderne et sur la science espagnole à l'époque du régime de Franco et de la guerre civile espagnole. 
Il occupe le rôle de vice-président de l'Académie internationale d'histoire des sciences. 
Il est co-éditeur des Annals of Science (depuis 2003) et Historia Mathematica (depuis 2006). De 2001 à 2005, il a été rédacteur consultatif pour Isis. Il est l'éditeur de la série espagnole Classics de la Cienzia (à partir de 1998). Il a édité les traductions de Johannes Kepler, Évariste Galois et la Summa Aritmetica de Francesc Santcliment (de) (1482). 

## Publications
En plus des œuvres citées dans les notes de bas de page : 
- From Indivisibles to Infinitesimals. Studies on Seventeenth-Century Mathematizations of Infinitely Small Quantities, Barcelone 1996.
- Ferran Sunyer i Balaguer (1912-1967) . Barcelone 1995.
- avec J. Paradis: Els orígens i l'ensenyament de l'àlgebra simbòlica . Barcelone 1984.
- (en) Antoni Malet, « James Gregorie on Tangents and the “Taylor” Rule of Series Expansions », Archive for History of Exact Sciences, vol. 46, no 2,‎ 1993, p. 97-137 (DOI 10.1007/BF00375656).
- Mil años de matematicas en Iberia . Dans: A. Duran (éditeur): El legado de las matematicas . Université de Séville 2000, pp. 193-224.
- (en) Antoni Malet, « Algebra as Language : Wallis and Condillac on the Nature of Algebra », dans Patricia Radelet de Grave (dir.), Symétries, Louvain-la-Neuve, Brepols, coll. « Reminisciences » (no 7), 2005 (lire en ligne), p. 310–332.